# DESEO mini
DESEO mini（デセオミニ）は、東京都渋谷区道玄坂にあるライブハウスである。

## 概要
2015年10月31日、SHIBUYA DESEOの2号店として渋谷区桜丘町で開店。DESEOで多くブッキングしている歌ものやアイドルイベントにより力を入れるため2号店を出店した。ヴィレッジヴァンガードとコラボレーションし、同社が売り出したいアーティストのライブを開催したり、ライブハウスに出演するアーティストのCDやグッズを店頭で販売したりするなどの取り組みを行い、双方向から新しい才能を発掘し売り出していくことを目指している。
2018年11月30日、渋谷駅桜丘口再開発事業によりShibuya Sakura Stageが建設されるため同系列の「DESEO」「club 乙-kinoto-」とともに閉店。同年12月22日、現所在地に移転し営業を再開した。

## 施設
移転前の建物は赤い外壁の2階建てで、ドアをギターピックアップに見立てたウォールアートが施されていた。1階のラウンジスペースには、ヴィレッジヴァンガードが取り扱う書籍や雑貨を展開。2階のホールの最大収容人数はスタンディング100人、椅子席50人。
移転後のホールはスタンディング150人、椅子席70人を収容可能。